# قائمة زيارات إلهام علييف الرئاسية
تتضمن هذه المقالة رحلات رسمية دولية خلال رئاسة إلهام علييف.

## الفترة الرئاسية الأولى
رحلات إلهام علييف خلال الفترة الرئاسية الأولى (2003-2008)
| تاريخ       | بلد                              | موقع                                                    | تفاصيل |
| ----------- | -------------------------------- | ------------------------------------------------------- | --- |
| يناير 2004  | فرنسا                            | باريس                                                   | الدفاع المدني، الطيران، التعاون العلمي، السياحة، إلخ بين أذربيجان وفرنسا. توقيع العقود حول.                       |
| فبراير 2004 | روسيا                            | موسكو                                                   | تطوير التعاون في جميع الاتجاهات.                                                                                  |
| مارس 2004   | أوزبكستان                        | طشقند                                                   | توقيع 8 عقود في مجال الاقتصاد والنقل والتعاون العسكري.                                                            |
| مارس 2004   | كازاخستان                        | أستانا                                                  | مناقشة مشروع باكو - تبليسي - جيهان.                                                                               |
| مارس 2004   | سلوفينيا                         | براتيسلافا                                              | تطوير التعاون الثنائى بين الاتحاد الاوروبى وأذربيجان.                                                             |
| أبريل 2004  | تركيا                            | أنقرة                                                   | توقيع بروتوكولات التعاون في مجال الطيران المدني                                                                   |
| أبريل 2004  | بولندا                           | وارسو                                                   | القمة الاقتصادية الأوروبية.                                                                                       |
| أبريل 2004  | فرنسا                            | ستراسبورغ                                               | جلسة باس |
| مايو 2004   | بلجيكا                           | بروكسل                                                  | تطوير التعاون الثنائى بين الاتحاد الاوروبى وأذربيجان.                                                             |
| يونيو 2004  | تركيا                            | إسطنبول                                                 | 17 قمة الناتو. |
| يونيو 2004  | أوكرانيا                         | كييف                                                    | تنمية العلاقات الثنائية بين الدول.                                                                                |
| يونيو 2004  | جورجيا                           | تبليسي                                                  | توقيع الوثائق الأذربيجانية - الجورجية.                                                                            |
| يوليو 2004  | روسيا                            | موسكو                                                   | تنمية العلاقات الثنائية بين الدول.                                                                                |
| أغسطس 2004  | ألمانيا                          | برلين                                                   | تنمية العلاقات الثنائية بين الدول.                                                                                |
| أغسطس 2004  | اليونان                          | أثينا                                                   | دورة الألعاب الأولمبية الصيفية 2004 .                                                                             |
| سبتمبر 2004 | فرنسا                            | باريس                                                   | تنمية العلاقات الثنائية بين الدول.                                                                                |
| سبتمبر 2004 | كازاخستان                        | أستانا                                                  | اجتماع مع رئيسي روسيا وأرمينيا.                                                                                   |
| سبتمبر 2004 | الولايات المتحدة الأمريكية       | نيويورك                                                 | الجمعية العامة الدورة التاسعة والخمسون.                                                                           |
| أكتوبر 2004 | رومانيا                          | بوخارست                                                 | توقيع الوثائق الأذربيجانية الرومانية.                                                                             |
| أكتوبر 2004 | روسيا                            | موسكو                                                   | اجتماع مع الرئيس الروسي.                                                                                          |
| أكتوبر 2004 | أوكرانيا                         | كييف                                                    | حفل النصر للاحتفال بالذكرى الستين لتحرير أوكرانيا من الفاشية.                                                     |
| نوفمبر 2004 | قطر                              | الدوحة                                                  | توقيع وثائق أذربيجان - قطر.                                                                                       |
| ديسمبر 2004 | المملكة المتحدة                  | لندن                                                    | مؤتمر "التجارة والاستثمار في أذربيجان".                                                                           |
| يناير 2005  | إيران                            | تبريز                                                   | توقيع 10 وثائق.                                                                                                   |
| فبراير 2005 | روسيا                            | موسكو                                                   | لقاء مع رئيس روسيا وسنة أذربيجان في روسيا                                                                         |
| فبراير 2005 | إيطاليا                          | روما                                                    | منتدى الأعمال بين أذربيجان وإيطاليا                                                                               |
| مارس 2005   | المملكة العربية السعودية         | الرياض                                                  | تنمية العلاقات الثنائية بين الدول.                                                                                |
| مارس 2005   | الصين                            | بكين                                                    | توقيع الوثائق التي تغطي المجالات السياسية والقانونية والاقتصادية والثقافية.                                       |
| مارس 2005   | بولندا                           | وارسو                                                   | النظر في تطوير العلاقات السياسية والاقتصادية والإنسانية والعلاقات في الهياكل الدولية.                             |
| أبريل 2005  | الفاتيكان                        | جنازة البابا يوحنا بولس الثاني                          | |
| أبريل 2005  | باكستان                          | إسلام اباد                                              | تنمية العلاقات الثنائية بين الدول.                                                                                |
| أبريل 2005  | مولدوفا                          | كيشيناو                                                 | تنمية العلاقات الثنائية بين الدول.                                                                                |
| مايو 2005   | روسيا                            | موسكو                                                   | عرض على الساحة الحمراء بمناسبة يوم النصر، في الذكرى ال 60 لنهاية الحرب الوطنية العظمى.                            |
| مايو 2005   | بولندا                           | وارسو                                                   | اجتماع رؤساء الدول الأوروبية.                                                                                     |
| يونيو 2005  | كرواتيا                          | زغرب                                                    | توقيع الوثائق الأذربيجانية - الكرواتية.                                                                           |
| يونيو 2005  | روسيا                            | سان بطرسبرج                                             | بيترسبورغ المنتدى الاقتصادي الدولي                                                                                |
| يونيو 2005  | أوكرانيا                         | كييف                                                    | منتدى الاستثمار الدولي                                                                                            |
| أغسطس 2005  | المملكة العربية السعودية         | جنازة الملك فهد بن عبد العزيز آل سعود                   | |
| أغسطس 2005  | الاتحاد الروسي، جمهورية تتارستان | كازان                                                   | اجتماع رؤساء دول رابطة الدول المستقلة                                                                             |
| سبتمبر 2005 | بلغاريا                          | صوفيا                                                   | توقيع الإعلان المشترك للرؤساء.                                                                                    |
| أكتوبر 2005 | جورجيا                           | بداية الجزء الجورجي من خط أنابيب باكو - تبليسي - جيهان. | |
| ديسمبر 2005 | المملكة العربية السعودية         | مكة المكرمة                                             | قمة منظمة التعاون الإسلامي                                                                                        |
| فبراير 2006 | فرنسا                            | رامبوييه                                                | اجتماع مع رئيس أرمينيا ومجموعة مينسك التابعة لمنظمة الأمن والتعاون في أوروبا.                                     |
| مارس 2006   | اليابان                          | طوكيو                                                   | توقيع وثائق أذربيجان واليابان.                                                                                    |
| مارس 2006   | فرنسا                            | رامبوييه                                                | الجمعية البرلمانية لحلف الناتو.                                                                                   |
| أبريل 2006  | الولايات المتحدة الأمريكية       | واشنطن                                                  | مناقشة الديمقراطية والطاقة والتعاون في القوقاز، فضلا عن المسائل الأمنية.                                          |
| مايو 2006   | أوكرانيا                         | كييف                                                    | جورجيا أوكرانيا أذربيجان دورة موسكو.                                                                              |
| مايو 2006   | فرنسا                            | باريس                                                   | الجمعية البرلمانية لحلف الناتو.                                                                                   |
| يونيو 2006  | رومانيا                          | بوخارست                                                 | تنمية العلاقات الثنائية بين الدول.                                                                                |
| يونيو 2006  | كازاخستان                        | أستانا                                                  | توقيع اتفاق بشأن تيسير ودعم النقل النفطي من كازاخستان إلى كازاخستان وأذربيجان من خلال نظام باكو - تبليسي - جيهان. |
| يوليو 2006  | تركيا                            | جيحان                                                   | افتتاح خط أنابيب النفط باكو - تبليسي - جيهان                                                                      |
| يوليو 2006  | روسيا                            | موسكو                                                   | اجتماع رؤساء دول رابطة الدول المستقلة.                                                                            |
| أغسطس 2006  | سلوفينيا                         | ليوبليانا                                               | تبادل وجهات النظر حول الوضع الراهن وآفاق العلاقات الاقتصادية الثنائية بين البلدين.                                |
| سبتمبر 2006 | تركيا                            | إسطنبول                                                 | تنمية العلاقات الثنائية بين الدول.                                                                                |
| سبتمبر 2006 | ألمانيا                          | برلين                                                   | المشاركة في المنتدى الدولي برتلسمان لعام 2006.                                                                    |
| سبتمبر 2006 | تركيا                            | أنطاليا                                                 | اجتماع رؤساء دول تورك-سبيك.                                                                                       |
| أكتوبر 2006 | لاتفيا                           | ريغا                                                    | مناقشة التعاون في إطار المنظمات الدولية والتفاعل في مجال التكامل الأوروبي الأطلسي.                                |
| أكتوبر 2006 | بيلاروس                          | مينسك                                                   | مناقشة آفاق العلاقات السياسية والاقتصادية بين الدولتين.توقيع مجموعة من 10 وثائق.                                  |
| نوفمبر 2006 | روسيا                            | موسكو                                                   | تنمية العلاقات الثنائية بين الدول.                                                                                |
| نوفمبر 2006 | بلجيكا                           | بروكسل                                                  | وتم التوقيع على مذكرة تفاهم بين أوروبا وقطاع الطاقة.                                                              |
| نوفمبر 2006 | الإمارات العربية المتحدة         | أبو ظبي                                                 | أذربيجان-الإمارات                                                                                                 |
| نوفمبر 2006 | بيلاروس                          | مينسك                                                   | اجتماع مع رئيسي بيلاروس وأوكرانيا.                                                                                |
| يناير 2007  | فرنسا                            | ليل                                                     | توقيع مذكرة و 7 اتفاقيات ثنائية.                                                                                  |
| يناير 2007  | سويسرا                           | دافوس                                                   | المنتدى الاقتصادي العالمي                                                                                         |
| فبراير 2007 | جورجيا                           | تبليسي                                                  | الافتتاح الرسمي لجادة حيدر علييف.                                                                                 |
| فبراير 2007 | ألمانيا                          | برلين                                                   | المفاوضات والمناقشات حول مواضيع مختلفة.                                                                           |
| فبراير 2007 | ألمانيا                          | بون                                                     | اجتماع مع المستشارة أنجيلا ميركل.                                                                                 |
| مارس 2007   | طاجيكستان                        | دوشانبي                                                 | توقيع اتفاقيات الصداقة والتعاون.                                                                                  |
| مارس 2007   | روسيا                            | موسكو                                                   | الذكرى 80 لميلاد مستيسلاف روستروبوفيتش                                                                            |
| أبريل 2007  | روسيا                            | موسكو                                                   | جنازة مستيسلاف روستروبوفيتش                                                                                       |
| أبريل 2007  | كوريا الجنوبية                   | سيول                                                    | توقيع ما يصل إلى 40 وثيقة تخلق أساسا قانونيا لتطوير العلاقات السياسية والاقتصادية والثقافية والإنسانية.           |
| مايو 2007   | جورجيا                           | تبليسي                                                  | افتتاح تمثال نصفي حيدر علييف.                                                                                     |
| مايو 2007   | مصر                              | القاهرة                                                 | توقيع الوثائق الأذربيجانية المصرية.                                                                               |
| مايو 2007   | بولندا                           | كراكوف                                                  | ذروة الطاقة الدولية.                                                                                              |
| يونيو 2007  | روسيا                            | سان بطرسبرج                                             | اجتماع رؤساء دول رابطة الدول المستقلة                                                                             |
| يونيو 2007  | تركيا                            | إسطنبول                                                 | مؤتمر أمن الطاقة                                                                                                  |
| يونيو 2007  | روسيا                            | روستوف على نهر الدون                                    | اجتماع مع الرئيس الروسي.                                                                                          |
| يوليو 2007  | الأردن                           | عمان                                                    | توقيع 15 اتفاقية تعاون.                                                                                           |
| أغسطس 2007  | كازاخستان                        | أستانا                                                  | توقيع إعلان مشترك بشأن التعاون التجاري والتلفزيوني.                                                               |
| سبتمبر 2007 | ليتوانيا                         | فيلنيوس                                                 | مؤتمر أمن الطاقة في فيلنيوس 2007                                                                                  |
| سبتمبر 2007 | رومانيا                          | بوخارست                                                 | افتتاح الحديقة تكريما لحيدر علييف.                                                                                |
| أكتوبر 2007 | طاجيكستان                        | دوشانبي                                                 | اجتماع رؤساء دول رابطة الدول المستقلة                                                                             |
| أكتوبر 2007 | ليتوانيا                         | فيلنيوس                                                 | قمة الطاقة |
| أكتوبر 2007 | إيران                            | طهران                                                   | تنمية العلاقات الثنائية بين الدول.                                                                                |
| نوفمبر 2007 | تركيا                            |                                                         | خط أنابيب تركيا-اليونان يفتح                                                                                      |
| نوفمبر 2007 | فرنسا                            | باريس                                                   | تنمية العلاقات الثنائية بين الدول.                                                                                |
| نوفمبر 2007 | جورجيا                           | تبليسي                                                  | توقيع الاتفاق المتعلق ببناء سكة حديد باكو - تبليسي - كارس.                                                        |
| يناير 2008  | سويسرا                           | دافوس                                                   | المنتدى الاقتصادي العالمي                                                                                         |
| فبراير 2008 | روسيا                            | موسكو                                                   | اجتماع رؤساء دول رابطة الدول المستقلة                                                                             |
| فبراير 2008 | بولندا                           | وارسو                                                   | توقيع وثائق التعاون بين البلدين.                                                                                  |
| مارس 2008   | المغرب                           | الرباط                                                  | توقيع اتفاقيات التعاون في مجال الثقافة والسياحة.                                                                  |
| أبريل 2008  | رومانيا                          | بوخارست                                                 | قمة الناتو. |
| مايو 2008   | أوكرانيا                         | كييف                                                    | الطاقة والتعاون العسكري والتقني والإنساني.                                                                        |
| مايو 2008   | فنلندا                           | هلسنكي                                                  | العلاقات بين أذربيجان وفنلندا وتنمية العلاقات مع الاتحاد الأوروبي.                                                |
| يونيو 2008  | روسيا                            | سان بطرسبرج                                             | مؤتمر قمة رؤساء دول رابطة الدول المستقلة.                                                                         |
| يوليو 2008  | كازاخستان                        | أستانا                                                  | أحداث احتفالية مخصصة للذكرى العاشرة لأستانا.                                                                      |
| يوليو 2008  | جورجيا                           | باتومي                                                  | قمة غوركوستان أوكراينا أزربيكان موسكفا                                                                            |
| أغسطس 2008  | الصين                            | بكين                                                    | افتتاح أيام أذربيجان في بكين في دورة الألعاب الأولمبية التاسعة والعشرين.                                          |
| سبتمبر 2008 | روسيا                            | موسكو                                                   | اجتماع مع الرئيس الروسي                                                                                           |

## الفترة الرئاسة الثانية
الرحلات خلال الفترة الرئاسية الثانية (2008-2013)
| تاريخ       | بلد                                | موقع           | تفاصيل |
| ----------- | ---------------------------------- | -------------- | --- |
| نوفمبر 2008 | تركيا                              | أنقرة          | شارك في حفل افتتاح شارع حيدر علييف في باتيكنت، تركيا، وحضر حديقة حيدر علييف ومدرسة حيدر علييف الابتدائية. |
| نوفمبر 2008 | روسيا                              | موسكو          | اجتماع مع رئيسي روسيا وأرمينيا.                                                                           |
| نوفمبر 2008 | إيطاليا                            | روما           | مناقشة آفاق التعاون بين إيطاليا وأذربيجان.                                                                |
| نوفمبر 2008 | تركمانستان                         | عشق أباد       | تركمانستان - أذربيجان - تركيا.                                                                            |
| يناير 2009  | هنغاريا                            | بودابست        | |
| يناير 2009  | سويسرا                             | زيورخ          | اجتماع مع رئيس أرمينيا.                                                                                   |
| فبراير 2009 | الكويت                             | مدينة الكويت   | توسيع التعاون.                                                                                            |
| فبراير 2009 | اليونان                            | أثينا          | تطوير المجالات السياسية والاقتصادية والطاقة بين البلدين.                                                  |
| مارس 2009   | إيران                              | طهران          | 7 توقيع الاتفاق الحكومي الدولي.                                                                           |
| أبريل 2009  | روسيا                              | موسكو          | مناقشة العلاقات الثنائية في المجالات التجارية والاقتصادية والطاقة والثقافية والإنسانية.                   |
| أبريل 2009  | بلجيكا                             | بروكسل         | اجتماع مع الأمين العام لحلف الناتو.                                                                       |
| مايو 2009   | التشيك                             | براغ           | |
| يونيو 2009  | روسيا                              | سان بطرسبرج    | اجتماع مع رئيسي روسيا وأرمينيا.                                                                           |
| يوليو 2009  | UK                                 | لندن           | تنمية العلاقات الثنائية بين الدول.                                                                        |
| يوليو 2009  | روسيا                              | موسكو          | اجتماع مع رئيسي روسيا وأرمينيا.                                                                           |
| سبتمبر 2009 | كازاخستان                          | أستانا         | مناقشة التعاون في قطاع النفط والغاز.                                                                      |
| سبتمبر 2009 | رومانيا                            | بوخارست        | التعاون بين البلدان في مجال الاقتصاد والطاقة.                                                             |
| أكتوبر 2009 | مولدوفا                            | كيشيناو        | |
| أكتوبر 2009 | الأردن                             | عمان           | تنمية العلاقات الثنائية في مختلف الاتجاهات.                                                               |
| أكتوبر 2009 | سويسرا                             | برن            | افتتاح أيام الثقافة الأذربيجانية.                                                                         |
| نوفمبر 2009 | بلغاريا                            | صوفيا          | توقيع الوثائق الأذربيجانية - البلغارية.                                                                   |
| نوفمبر 2009 | ألمانيا                            | ميونيخ         | تنمية العلاقات الثنائية بين الدول.                                                                        |
| نوفمبر 2009 | بيلاروس                            | مينسك          | التوقيع على الإعلانات المشتركة.                                                                           |
| نوفمبر 2009 | روسيا                              | أوليانوفسك     | افتتاح ساحة حيدر علييف، مناقشة قضايا التعاون.                                                             |
| ديسمبر 2009 | فرنسا                              | باريس          | لقاء مع جان فرانسوا سيريللي، نائب الرئيس والمدير العام للعمليات غف سويز.                                  |
| يناير 2010  | روسيا                              | سوتشي          | اجتماع مع رئيسي روسيا وأرمينيا.                                                                           |
| يناير 2010  | سويسرا                             | دافوس          | تطوير المجالات الاقتصادية والطاقة، والتعاون داخل مشروع نابوكو.                                            |
| فبراير 2010 | ألمانيا                            | برلين          | لقاء مع أنجيلا ميركل.                                                                                     |
| أبريل 2010  | استونيا                            | تالين          | تنمية العلاقات الثنائية في مختلف الاتجاهات.                                                               |
| مايو 2010   | روسيا                              | موسكو          | عرض الساحة الحمراء بمناسبة يوم النصر المكرس للاحتفال بالذكرى ال65 للحرب الوطنية العظمى.                   |
| يونيو 2010  | روسيا                              | سان بطرسبرج    | اجتماع مع رئيسي روسيا وأرمينيا ومجموعة مينسك التابعة لمنظمة الأمن والتعاون في أوروبا.                     |
| يونيو 2010  | تركيا                              | أنقرة          | توقيع العقود في مجال الطاقة.                                                                              |
| يوليو 2010  | أوكرانيا                           | يالطا          | اجتماع رؤساء دول رابطة الدول المستقلة.                                                                    |
|             | جورجيا                             | تبليسي         | تنمية العلاقات الثنائية واللجنة الحكومية الدولية.                                                         |
| سبتمبر 2010 | تركيا                              | اسطنبول        | قمة رؤساء الدول الناطقة بالتركية.                                                                         |
| سبتمبر 2010 | USA                                | نيويورك        | الدورة الخامسة والستون للجمعية العامة للأمم المتحدة، لمناقشة القضايا الإقليمية والدولية مع باراك أوباما.  |
| سبتمبر 2010 | أوزبكستان                          | طشقند          | افتتاح مركز حيدر علييف الثقافي.                                                                           |
| أكتوبر 2010 | روسيا                              | الأستراخان     | اجتماع مع رئيسي روسيا وأرمينيا.                                                                           |
| أكتوبر 2010 | أوكرانيا                           | كييف           | تطوير صناعة الطاقة.                                                                                       |
| نوفمبر 2010 | البرتغال                           | لشبونة         | قمة الناتو                                                                                                |
| ديسمبر 2010 | كازاخستان                          | أستانا         | منظمة الأمن والتعاون في أوروبا                                                                            |
| ديسمبر 2010 | روسيا                              | موسكو          | اجتماع رؤساء الدول.                                                                                       |
| ديسمبر 2010 | تركيا                              | اسطنبول        | مؤتمر القمة الحادي عشر لمنظمة التعاون الاقتصادي.                                                          |
| يناير 2011  | لاتفيا                             | ريغا           | منتدى الأعمال في أذربيجان - لاتفيا.                                                                       |
| يناير 2011  | سويسرا                             | دافوس          | المنتدى الاقتصادي العالمي السنوي.                                                                         |
| يونيو 2011  | إيطاليا                            | روما           | عيد الاتحاد الايطالي والذكرى ال 150 لجمهورية الجمهورية.                                                   |
| يونيو 2011  | صربيا                              | بلغراد         | افتتاح السفارة الأذربيجانية في صربيا، توقيع وثائق أذربيجانية - صربية.                                     |
| يونيو 2011  | سلوفينيا                           | ليوبليانا      | منتدى الأعمال الأذربيجانية - السلوفينية.                                                                  |
| يونيو 2011  | بلجيكا                             | بروكسل         | التعاون بين أذربيجان والاتحاد الأوروبي، وفتح منتدى كرانز مونتانا.                                         |
| يونيو 2011  | الاتحاد الروسي، الجمهورية تتارستان | كازان          | اجتماع مع رئيسي روسيا وأرمينيا.                                                                           |
| أغسطس 2011  | روسيا                              | سوتشي          | اجتماع مع رئيس الاتحاد الروسي.                                                                            |
| سبتمبر 2011 | بولندا                             | وارسو          | المشاركة في قمة الشراكة الشرقية للاتحاد الأوروبي.                                                         |
| أكتوبر 2011 | كازاخستان                          | ألماتي         | المشاركة في القمة الأولى لمجلس التعاون للدول الناطقة بالتركية.                                            |
| أكتوبر 2011 | تركيا                              | إزمير          | افتتاح مصنع أيب-T، مؤسسة حيدر علييف الثانوية المهنية ومؤسسة بيتكيم لتكرير النفط.                          |
| ديسمبر 2011 | روسيا                              | موسكو          | اجتماع رؤساء دول رابطة الدول المستقلة.                                                                    |
| يناير 2012  | روسيا                              | سوتشي          | اجتماع مع رئيسي روسيا وأرمينيا.                                                                           |
| يناير 2012  | سويسرا                             | دافوس          | المنتدى الاقتصادي العالمي السنوي.                                                                         |
| فبراير 2012 | ألمانيا                            | ميونيخ         | 48 - مؤتمر ميونيخ للأمن.                                                                                  |
| مارس 2012   | كوريا                              | سيول           | قمة الأمن النووي في سيول.                                                                                 |
| أبريل 2012  | جمهورية التشيك                     | براغ           | توقيع الوثائق الأذربيجانية التشيكية.                                                                      |
| مايو 2012   | الولايات المتحدة                   | نيويورك        | اجتماع رؤساء دول رابطة الدول المستقلة.                                                                    |
| مايو 2012   | روسيا                              | موسكو          | اجتماع رؤساء دول رابطة الدول المستقلة                                                                     |
| مايو 2012   | الولايات المتحدة                   | شيكاغو         | قمة الناتو                                                                                                |
| يونيو 2012  | تركيا                              | اسطنبول        | المشاركة في القمة بمناسبة الذكرى العشرين لمنظمة التعاون الاقتصادى للبحر الاسود                            |
| يوليو 2012  | المملكة المتحدة                    | لندن           | افتتاح حفل "يوم أذربيجان" خلال الألعاب الصيفية الثلاثين في لندن                                           |
| سبتمبر 2012 | فرنسا                              | باريس          | افتتاح مركز الثقافة الأذربيجانية في باريس، وكذلك تطوير الأعمال والثقافة.                                  |
| نوفمبر 2012 | سنغافورة                           | مدينة سنغافورة | تطوير العلاقات بين الدول.                                                                                 |
| يناير 2013  | سويسرا                             | دافوس          | المنتدى الاقتصادي العالمي السنوي                                                                          |
| مارس 2013   | كرواتيا                            | زغرب           | توقيع إعلان الشراكة والصداقة.                                                                             |
| مارس 2013   | الجبل الأسود                       | بودغوريتسا     | توقيع المستندات الثنائية.                                                                                 |
| مايو 2013   | بلجيكا                             | بروكسل         | تطوير العلاقات مع مجلس أوروبا.                                                                            |
| يونيو 2013  | النمسا                             | فيينا          | منتدى الأعمال التجارية في النمسا وأذربيجان، والاجتماعات مع مديري الأمم المتحدة في مختلف المجالات.         |

| التاريخ        | البلد                   | المدينة | التفاصيل |
| -------------- | ----------------------- | ------- | -------- |
| 25 اكتوبر2013  | بيلاروسيا               | مينسك   |          |
| 13 نوفمبر 2013 | تركيا                   | انقرة   |          |
| 19 نوفمبر 2013 | النمسا                  | فينا    |          |
| 19 نوفمبر 2013 | اوكرانيا                |         |          |
| 29 نوفمبر 2013 | ليتوانيا                |         |          |
| 24 يناير 2014  | سويسرا                  |         |          |
| 10 فبراير 2014 | روسيا الاتحادية         |         |          |
| 9 ابريل 2014   | جمهورية ايران الاسلامية |         |          |
| 25 ابريل 2014  | جمهورية التشيك          |         |          |
| 6 مايو 2014    | جورجيا                  |         |          |
| 19 مايو 2014   | فيتنام                  |         |          |
| 21 مايو 2014   | جمهورية الصين الشعبية   |         |          |
| 5 يونيو 2014   | تركيا                   |         |          |
| 17 يونيو 2014  | اليونان                 |         |          |
| 24 يونيو 2014  | فرنسا                   |         |          |
| 15 يوليو 2014  | ايطاليا                 |         |          |